# أمبوك مزعنف
أمبوك مزعنف (الاسم العلمي:Ompok pinnatus) (بالإنجليزية: Long-fin glass catfish)‏ هو نوع من الأسماك يتبع جنس الأمبوك من فصيلة السلوريات.